# Mikael Ymer
Mikael Ymer (* 9. září 1998 Skövde) je švédský profesionální tenista. Na okruhu ATP Tour vyhrál jeden turnaj ve čtyřhře. V rámci challengerů ATP a okruhu ITF získal šest titulů ve dvouhře.
Na žebříčku ATP byl ve dvouhře nejvýše klasifikován v dubnu 2023 na 50. místě a ve čtyřhře v říjnu 2017 na 187. místě. Trénovali jej Daniel Berta, Dán Frederik Nielsen či Kalle Norberg.
Ve švédském daviscupovém týmu debutoval v roce 2015 druhým kolem baráže 1. skupiny zóny Evropy a Afriky proti Dánsku, v němž porazil Frederika Nielsena i v pětisetové bitvě Christiana Sigsgaarda. Švédové zvítězili 3:2 na zápasy. Do září 2025 v soutěži nastoupil k šestnácti mezistátním utkáním s bilancí 16–8 ve dvouhře a 0–1 ve čtyřhře. Poslední zápas odehrál ve vítězné kvalifikaci 2023 proti Bosně a Hercegovině.
Starší bratr Elias Ymer je také profesionální tenista. Druhým sourozencem je Rafael Ymer. Otec Wondwosen Ymer působil během aktivní sportovní dráhy jako profesionální běžec a matka Kelem Ymerová je lékařka.
Po zmeškání tří dopingových kontrol byl v červenci 2023 suspendován na 18 měsíců a v srpnu téhož roku ve 24 letech oznámil ukončení profesionální kariéry. V roce 2025 se na tenisový okruh vrátil.

## Tenisová kariéra
Ve dvouhře okruhu ATP Tour debutoval na domácím If Stockholm Open 2015 díky divoké kartě pořadatelů. V prvním kole nestačil na Němce Alexandera Zvereva ve třech setech. Bastadu, kde v úvodním kole vypadl s Bulharem Grigorem Dimitrovem. Na premiérový kariérní vyhraný zápas v této úrovni dosáhl o rok později opět ve Stockholmu, kde na jeho raketě v prvním kole skončil 44. hráč světa Fernando Verdasco. Ve druhé fázi nestačil na turnajovou trojku Ivo Karloviće.
Do premiérového finále na okruhu ATP Tour postoupil na domácím If Stockholm Open 2016, kde ve čtyřhře nastoupil po boku bratra Eliase Ymera. V něm za 51 minut deklasovali chorvatsko-novozélandské turnajové čtyřky Mateho Paviće s Michaelem Venusem.
V hlavní soutěži grand slamu debutoval na French Open 2019 po zvládnuté kvalifikaci. V prvním kole přehrál Slovince Blaže Rolu, aby jej ve druhé fázi zastavil pátý nasazený Alexander Zverev. Svého dosud nejlepšího výsledku na turnajích velké čtyřky dosáhl na Australian Open 2021, kde došel do třetího kola, ve kterém nestačil na Stefanose Tsitsipase.
Do debutového singlové finále postoupil na Winston-Salem Open 2021. Stal se tak prvním Švédem do finále dvouhry ATP od Robina Söderlinga na Swedish Open 2011. Ve finále ho přehrál Bělorus Ilja Ivaška.
Po ztrátě servisu v závěru úvodní sady druhého kola Lyon Open 2023 byl diskvalifikován, když zničil raketu údery do umpiru rozhodčího. Během předchozí hry proti Francouzi Arthuru Filsovi se cítil ukřivděný, protože portugalský rozhodčí Rogerio Santos odmítl jít zkontrolovat míč zahlášený ve dvorci, jehož stopa byla podle Ymera vně za čarou. K incidentu uvedl: „Ještě nikdy se mi nestalo, aby rozhodčí nešel a dopad nezkontroloval“. ATP mu udělila pokutu 37 370 eur (téměř 900 tisíc korun) a odebrala 20 vyhraných bodů.

## Porušení protidopingových pravidel a přerušení kariéry
V červenci 2023 mu byla na 18 měsíců pozastavena účast v profesionálním tenise na základě rozhodnutí Mezinárodní sportovní arbitráže. K ní se odvolala Mezinárodní tenisová federace (ITF) poté, co nezávislý tribunál zprostil Švéda v červnu 2022 lednového obvinění ITF ze zmeškání tří dopingových kontrol v průběhu jednoho roku, znamenající podle pravidel suspenzaci hráče. Tenista po celou dobu kauzy porušení protidopingových pravidel odmítal, když podle jeho vyjádření ke třetímu přestupku nedošlo a nikdy zakázané látky neužíval. Poslední turnaj odehrál na červencovém Wimbledonu 2023 a před následným Swiss Open Gstaad 2023 byl jako 51. hráč žebříčku již suspendován.
V srpnu 2023 oznámil na sociálních sítích konec profesionální kariéry. V dubnu 2024 však změnil rozhodnutí a po vypršení suspenzace se v roce 2025 na profesionální okruhy vrátil. V lednu 2025 zasáhl do 1. kvalifikačního kola Davis Cupu proti Austrálii, v němž podlehl světové osmičce Alexi de Minaurovi.

## Finále na okruhu ATP Tour
| Legenda                     |
| --------------------------- |
| D – dvouhra; Č – čtyřhra    |
| Grand Slam (0)              |
| Turnaj mistrů (0)           |
| ATP Tour Masters 1000 (0)   |
| ATP Tour 500 (0)            |
| ATP Tour 250 (0–1 D; 1–0 Č) |

### Dvouhra: 1 (0–1)
| Stav      | č. | datum          | turnaj                       | povrch | soupeř ve finále | výsledek |
| --------- | -- | -------------- | ---------------------------- | ------ | ---------------- | -------- |
| Finalista | 1. | 28. srpna 2021 | Winston-Salem, Spojené státy | tvrdý  | Ilja Ivaška      | 0–6, 2–6 |

### Čtyřhra: 1 (1–0)
| Stav  | č. | datum          | turnaj             | povrch    | spoluhráč  | soupeři ve finále        | výsledek |
| ----- | -- | -------------- | ------------------ | --------- | ---------- | ------------------------ | -------- |
| Vítěz | 1. | 23. října 2016 | Stockholm, Švédsko | tvrdý (h) | Elias Ymer | Mate Pavić Michael Venus | 6–1, 6–1 |

## Finále na challengerech ATP a okruhu Futures
| Legenda                |
| ---------------------- |
| Challengery (4–3 D)    |
| Futures (2–1 D; 0–1 Č) |

### Dvouhra: 10 (6–6)
| Stav      | č. | datum         | turnaj                             | povrch    | soupeř ve finále        | výsledek           |
| --------- | -- | ------------- | ---------------------------------- | --------- | ----------------------- | ------------------ |
| Vítěz     | 1. | květen 2015   | Båstad, Švédsko                    | antuka    | Dragoș Nicolae Mădăraș  | 2–6, 6–1, 6–2      |
| Finalista | 1. | září 2015     | Danderyd, Švédsko                  | tvrdý (h) | Joe Salisbury           | 6–7(3–6), 6–3, 3–6 |
| Vítěz     | 2. | únor 2017     | Lille, Francie                     | tvrdý (h) | Botic van de Zandschulp | 6–2, 6–3           |
| Vítěz     | 3. | leden 2019    | Nouméa, Francie                    | tvrdý     | Noah Rubin              | 6–3, 6–3           |
| Finalista | 2. | duben 2019    | Murcia, Španělsko                  | antuka    | Roberto Carballés Baena | 6–2, 0–6, 2–6      |
| Finalista | 3. | květen 2019   | Bordeaux, Francie                  | antuka    | Lucas Pouille           | 3–6, 3–6           |
| Vítěz     | 4. | červenec 2019 | Tampere, Finsko                    | antuka    | Tallon Griekspoor       | 6–3, 5–7, 6–3      |
| Vítěz     | 5. | září 2019     | Orléans, Francie                   | tvrdý (h) | Grégoire Barrère        | 6–3, 7-5           |
| Vítěz     | 6. | říjen 2019    | Mouilleron-le-Captif, Francie      | tvrdý (h) | Mathias Bourgue         | 6–1, 6-4           |
| Finalista | 4. | leden 2023    | Ottignies-Louvain-la-Neuve, Belgie | tvrdý (h) | David Goffin            | 4–6, 1–6           |

### Čtyřhra: 1 (0–1)
| Stav      | č. | datum       | turnaj          | povrch | spoulhráč        | soupeřo ve finále              | výsledek              |
| --------- | -- | ----------- | --------------- | ------ | ---------------- | ------------------------------ | --------------------- |
| Finalista | 1. | květen 2015 | Båstad, Švédsko | antuka | Daniel Appelgren | Jonathan Mridha Fred Simonsson | 1–6, 7–6(7–5), [7–10] |

## Finále na juniorském Grand Slamu

### Dvouhra juniorů: 1 (0–1)
| Stav      | rok  | turnaj    | povrch | soupeř ve finále | výsledek      |
| --------- | ---- | --------- | ------ | ---------------- | ------------- |
| Finalista | 2015 | Wimbledon | tráva  | Reilly Opelka    | 6–7(5–7), 4–6 |